# San Lorenzo (Suchitepéquez)
San Lorenzo – miejscowość na południowym zachodzie Gwatemali, w departamencie Suchitepéquez. Według danych statystycznych z 2012 roku liczba mieszkańców wynosiła 2 595 osób. 
San Lorenzo leży około 7 km na południe od stolicy departamentu – miasta Mazatenango. Miejscowość leży na wysokości 210 metrów nad poziomem morza, u podnóża gór Sierra Madre de Chiapas, w odległości około 40 km od brzegu Pacyfiku. Została założona przez Hiszpanów w 1896 roku, pierwotnie nazywając się "San Lorenzo El Real".

## Gmina San Lorenzo
Miejscowość jest także siedzibą władz gminy o tej samej nazwie, która jest jedną z dwudziestu gmin w departamencie. W 2013 roku gmina liczyła 12 598 mieszkańców. Gmina jak na warunki Gwatemali jest mała, a jej powierzchnia obejmuje 60 km². Mieszkańcy gminy utrzymują się głównie z uprawy roli i rzemiosła. Gmina jest znana z produkcji włókienniczej i dziwiarskiej oraz barwnych świec.
Klimat gminy jest równikowy, według klasyfikacji Köppena, należy do klimatów tropikalnych monsunowych, z wyraźną porą deszczową występującą od maja do października.